# گولتسن
گولتسن (به آلمانی: Golzen) یک منطقهٔ مسکونی در آلمان است که در باد بیبرا واقع شده‌است.
 گولتسن  ۲۱۰ نفر جمعیت دارد.